# Nason Airstrip
Nason Airstrip (IATA: SMNA) was een vliegveld aan de Marowijnerivier in Suriname, tegenover het eiland met het dorp Nason in Sipaliwini.
Het vliegveld is sinds de Binnenlandse Oorlog (1986-1992) niet meer in gebruik.